# Adolfo Barán
Adolfo «Fito» Barán Flis (Montevideo, 22 de noviembre de 1961) es un exfutbolista uruguayo que jugaba como delantero. Actualmente entrena al primer equipo del Club Atlético Atenas (San Carlos).

## Selección nacional
Ha sido internacional con la Selección de fútbol de Uruguay en 4 ocasiones.

## Clubes

### Como jugador
| Club                      | País     | Año       |
| ------------------------- | -------- | --------- |
| Rentistas                 | Uruguay  | 1980-1982 |
| Cúcuta Deportivo (cedido) | Colombia | 1982      |
| Bella Vista               | Uruguay  | 1983-1987 |
| Peñarol                   | Uruguay  | 1988-1989 |
| Defensor Sporting         | Uruguay  | 1989      |
| Peñarol                   | Uruguay  | 1990      |
| Independiente Santa Fe    | Colombia | 1991-1992 |
| Bella Vista               | Uruguay  | 1993      |
| Racing                    | Uruguay  | 1994      |
| Rentistas                 | Uruguay  | 1994      |
| Basañez                   | Uruguay  | 1995      |
| Everton                   | Chile    | 1995      |
| Real España               | Honduras | 1996      |
| Rentistas                 | Uruguay  | 1996      |
| Racing                    | Uruguay  | 1997      |

### Como entrenador
| Club         | País    | Año       |
| ------------ | ------- | --------- |
| Racing       | Uruguay | 1998-1999 |
| Rentistas    | Uruguay | 2012-2014 |
| Atenas       | Uruguay | 2016-2018 |
| Colón        | Uruguay | 2020-2021 |
| Villa Teresa | Uruguay | 2024      |

### Distinciones individuales
| Distinción                                         | Año  |
| -------------------------------------------------- | ---- |
| Máximo goleador del Campeonato Uruguayo (13 goles) | 1990 |
| Máximo goleador de la Segunda División (14 goles)  | 1994 |